# أحمد بن القاضي
أحمد بن القاضي (أو أحمد اولقاضي)، مؤسس مملكة كوكو في أوائل القرن السادس عشر الميلادي وأول ملوكها. وكان قد سيطر على مدينة الجزائر بين عامي 1520 و1527، في سياق نزاع مع خير الدين بربروس، الذي انتصر في نهاية المطاف.

## سيرة ذاتية
تمتلك عائلة بن القاضي مخطوطات تشير إلى أن نسبهم يعود إلى الأدارسة، حكام فاس وتلمسان، ومن ثم إلى النبي محمد، فإن سلفهم هو عامر بن إدريس.

### تأسيس مملكة كوكو (1510)
كان خادم الحفصيين الأخيرين في بجاية، وقد كان حاكم محافظة عنابة في بداية القرن السادس عشر الميلادي. في 1510، عند استيلاء الإسبان على بجاية، وحد عدة قبائل حوله، وأسس مركز سلطته في معقل قرية كوكو (في بلدة أيت يحي بولاية تيزي وزو حالياً) في الجنوب الغربي من أكلام.

### معارك 1510
في 1512، كان مسؤولا عن مساعدة عروج بربروس، قرصان الإمبراطورية العثمانية، لدفع الأسبان عن بوجي؛ نجح حصار بجاية  في المقام الأول، ولكن تحتم على العثمانيين والبربر الانسحاب، لأن بربروس تتأثر بشكل خطير من الذراع. تخلى الإسبان عن المدينة في 1555، خلال معركة بجاية.
بعدها، انتصر أحمد بن القاضي على زعيم سلطنة بني عباس (أو: آيت عباس) في القلعة بالبيبان.

### استيلاء على مدينة الجزائر (1520)
في عام 1520، قرر بربروس إطلاق حملة ضد كوكو. وجرت المعركة في سهل يسر (بلدية يسر الحالية، ولاية بومرداس)، في منتصف الطريق بين كوكو و مدينة الجزائر. بعد انتصاره استولى أحمد بن القاضي على الجزائر وحكم هناك حتى 1527.